# Jüdischer Friedhof (Kovářov)
Koordinaten: 49° 31′ 21,1″ N, 14° 16′ 27,6″ O

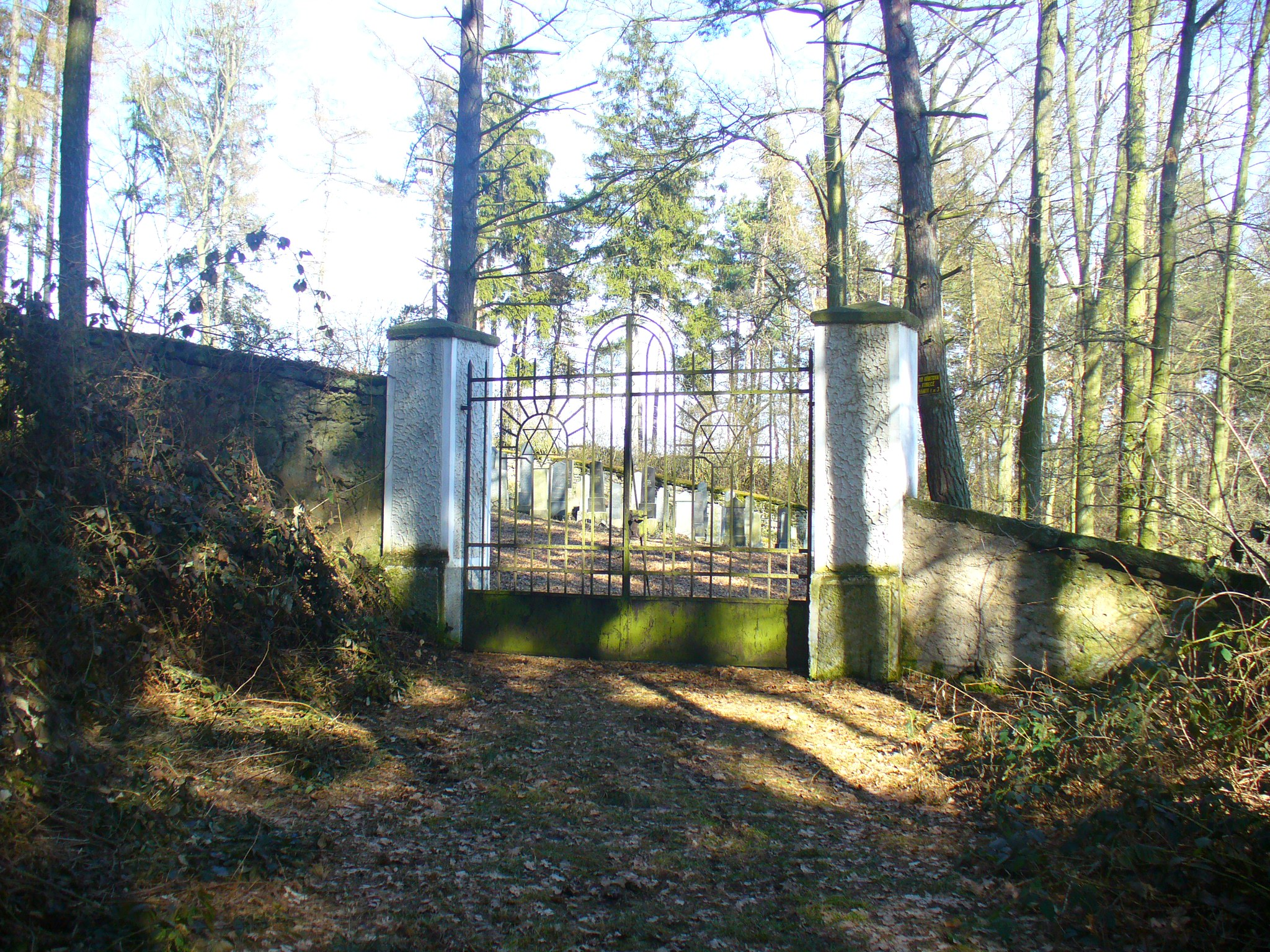
Eingang zum jüdischen Friedhof in Kovářov

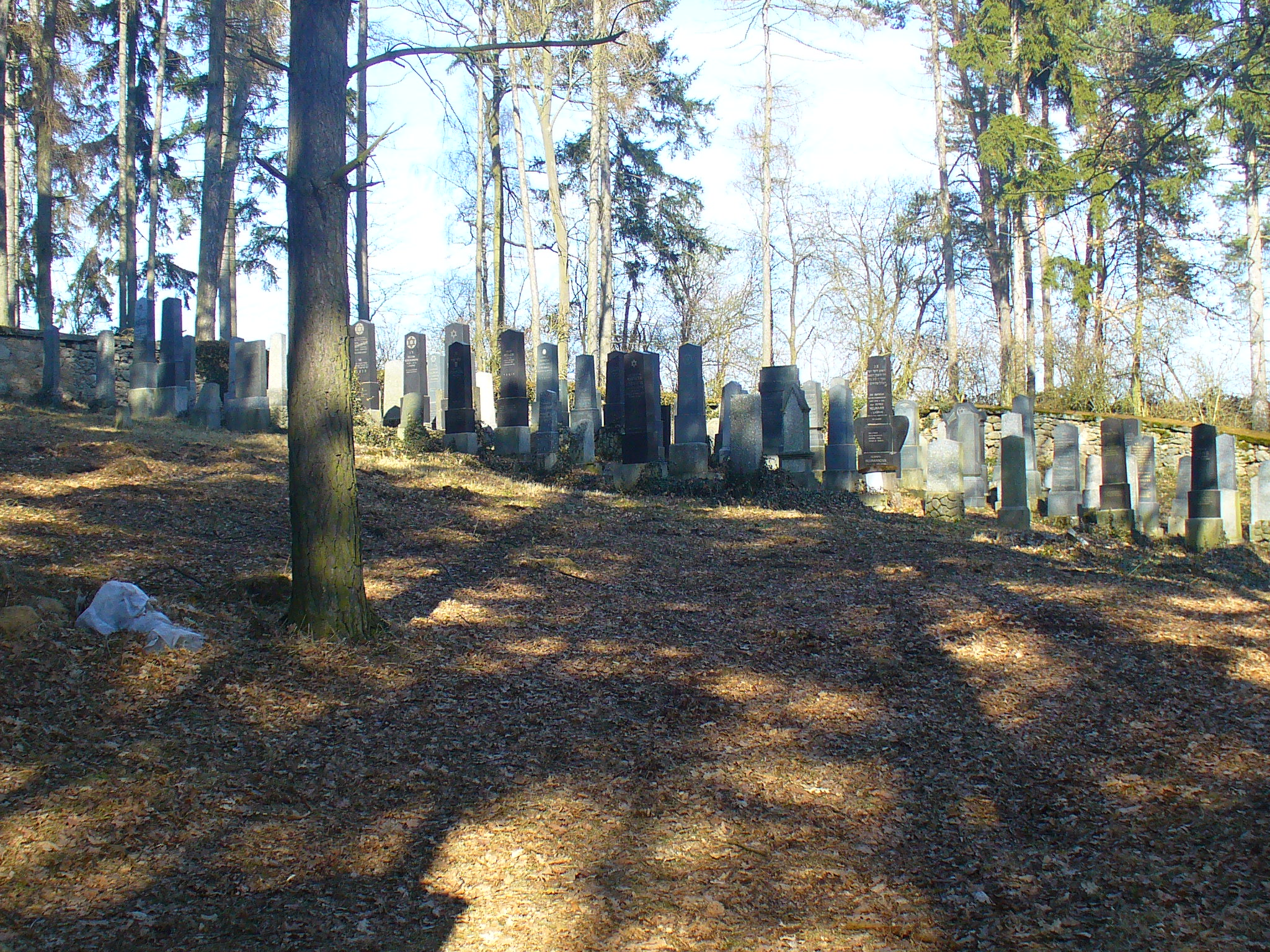
Ansicht des Friedhofs

Der Jüdische Friedhof in Kovářov (deutsch Kowarschow), einer tschechischen Gemeinde im Okres Písek der Südböhmischen Region, wurde Mitte des 19. Jahrhunderts angelegt. Der jüdische Friedhof befindet sich nördlich des Ortes auf einer Anhöhe.
Auf dem 2090 Quadratmeter großen Friedhof sind noch circa 120 Grabsteine vorhanden.